# Primnoisis gracilis
Primnoisis gracilis är en korallart som först beskrevs av Gravier 1913.  Primnoisis gracilis ingår i släktet Primnoisis och familjen Isididae. Inga underarter finns listade i Catalogue of Life.